# Shanshi (sockenhuvudort i Kina, Jiangxi Sheng, lat 27,29, long 114,06)
Shanshi är en sockenhuvudort i Kina. Den ligger i provinsen Jiangxi, i den sydöstra delen av landet, omkring 240 kilometer sydväst om provinshuvudstaden Nanchang. Antalet invånare är 9 787. Befolkningen består av 4 896 kvinnor och 4 891 män. Barn under 15 år utgör 24,0 %, vuxna 15-64 år 63 %, och äldre över 65 år 11,0 %.
Runt Shanshi är det ganska tätbefolkat, med 192 invånare per kvadratkilometer. Närmaste större samhälle är Liangfang, 8,8 km söder om Shanshi. I omgivningarna runt Shanshi växer i huvudsak blandskog.
Genomsnittlig årsnederbörd är 2 072 millimeter. Den regnigaste månaden är maj, med i genomsnitt 322 mm nederbörd, och den torraste är oktober, med 28 mm nederbörd.